# Hollywood Undead
Hollywood Undead är ett amerikanskt raprockband från Los Angeles i Kalifornien. De släppte sitt debutalbum, Swan Songs, den 2 september 2008 och sin första live-CD/DVD Desperate Measures den 10 november 2009. Deras andra studioalbum, American Tragedy, utgavs den 5 april 2011. Alla bandmedlemmarna använder pseudonymer och bär sina egna unika masker, av vilka de flesta är baserade på klassiska hockeymasker. Bandet består för närvarande av Charlie Scene, Danny, Funny Man, J-Dog och Johnny 3 Tears. Bandet har sålt över 2 miljoner skivor i enbart USA och omkring 3 miljoner skivor världen över. Deras tredje studioalbum, betitlat Notes from the Underground, utgavs den 8 januari 2013.

## Historia

### Formation (2005–2007)
Bandet startades 2005 när Jorel Decker (J-Dog) och tidigare medlemmen Aron Erlichman (Deuce) lade upp låten "The Kids" på bandets MySpace. Låten möttes med positiv kritik, vilket ledde till att de bildade gruppen Hollywood Undead med sina vänner "Shady" Jeff Philips, George Ragan (Johnny 3 Tears), Jordon Terrell (Charlie Scene), Dylan Alvarez (Funny Man), Matthew St. Claire (Da Kurlzz) och The Phantasm. I en intervju med tidningen Shave förklarade J-Dog att "de som var i rummet vid den tidpunkten och kunde spela ett instrument var med i bandet." Shady Jeff lämnade senare bandet eftersom hans fru fick barn och han ville umgås med dem i stället. Han arbetar för tillfället som mekaniker och arbetar med att omvandla dieseldrivna bilar till fordon som kan drivas av vegetabilisk olja.

### Swan Songs,Desperate Measuresoch skivkontrakt (2007–2009)
Bandet arbetade bara ett år med debutalbumet, Swan Songs. De övriga två åren lades på att leta efter ett skivbolag som inte försökte censurera albumet. De skrev först kontrakt med MySpace Records under 2005 men de lämnade bolaget efter att dessa försökte censurera albumet. De skrev sedan kontrakt med A&M/Octone Records och Swan Songs utgavs den 2 september 2008. Albumet nådde plats 22 på Billboard 200 första veckan och sålde 21 000 exemplar. Albumet släpptes i Storbritannien den 18 maj 2009, med två bonuslåtar. Den 23 juni 2009 släppte Hollywood Undead EP:n Swan Songs B-Sides via Itunes.
Bandet utgav en CD/DVD betitlad Desperate Measures den 10 november 2009. Den innehöll en CD med sex nya låtar, varav tre covers och en ny remix av Everywhere I Go och sex livelåtar från Swan Songs, samt en DVD innehållande en full livekonsert med bandet. I december 2009 vann bandet "Best Crunk/Rock Rap Artist" vid musikgalan "Rock on Request Awards". Under första veckan efter släppet nådde Desperate Measures #29 på Billboard 200. Den nådde även #10 på Billboard's Rock Albums, #8 på Alternative Albums, #5 på Hard Rock Albums och #15 på Digital Albums.

### Deuces avgång
2010 meddelade bandet att sångaren Deuce hade lämnat bandet på grund av musikaliska skiljaktigheter. Efter ett par veckor frågade bandet sin gamle vän Daniel Murillo om han ville ersätta Deuce. Det här var inte långt efter att Murillo gått vidare efter auditions för säsong 9 av American Idol. Murillo bestämde sig för att hoppa av tävlingen och gå med i bandet. Daniel Murillo var även sångare i bandet Lorene Drive, som tagit en paus på grund av hans medverkan i Hollywood Undead. Deuce släppte senare en låt betitlad Story of a Snitch, där han hävdar att han blev utsparkad. Bandet gjorde då en låt betitlad "Lights Out" på vilket Deuce svarade med låten "When We Ride". I mitten av januari meddelade bandet att Daniel Murillo var en officiell medlem, under smeknamnet "Danny".
Inte mycket var känt om situationen tills ämnet togs upp av intervjuaren Bryan Stars på YouTube. Johnny 3 Tears och Da Kurlzz berättade för intervjuaren att de konstant behövde tillfredsställa Deuce när de turnerade. "Det var så illa, att jag inte tror att det hade blivit en till skiva om han fortfarande var med oss", berättade Da Kurlzz. "Vi gjorde vårt yttersta för att behaga Deuce", sa han. Johnny 3 Tears, som började tröttna på ämnet, sa, "Det var bara det att han inte gillade att turnera, så vi behövde göra saker för att göra honom glad. Han hävdade även att han skrev alla låtar och annat skitsnack." Bandet bestämde sig för att släppa ämnet efter det, och sa att de hade gått vidare och föredrog att inte gå in i detalj om situationen.
Martini Beerman från rock.com intervjuade Charlie Scene och J-Dog, och de två bestämde sig för att berätta om de sista slutliga händelserna som ledde fram till upplösningen. Charlie Scene berättade för intervjuaren, "Han ville ha med sig sin personliga assistent på turnéer. Ingen av oss har personliga assistenter, vi är inte egocentriska. Vi behöver inte det, och han ville att bandet skulle betala för det och det gjorde vi runt fyra månader. Efter det sa vi, 'vi tänker inte betala 800 dollar i veckan för att du ska ha med din polare på våra turnéer. Vi åkte till flygplatsen för att flyga till vår nästa turné, och han dök inte upp. Vi tänkte, vad fan gör vi nu? Vi ringde honom men han svarade inte. Så de första två veckorna av den turnén fick jag sjunga alla hans delar." Deuce svarade senare på detta i sin egen intervju med Bryan Stars och sa att den personliga assistenten Charlie Scene talade om var Jimmy Yuma. Jimmy Yuma hävdade att det var Deuce som personligen betalade honom för att sätta upp utrustning, och att bandet inte behövde betala någonting förrän han började sätta upp deras utrustning på turnéer också. Deuce nämnde även i samma intervju att han inte dök upp på turnén i fråga, för att han tidigare mottagit ett samtal från managern som hävdade att bandet hade "splittrats" och blev tillsagd att inte åka på turnén.
Deuce släppte sitt debutalbum Nine Lives som soloartist den 24 april 2012.

### American TragedyochRedux(2010–2011)

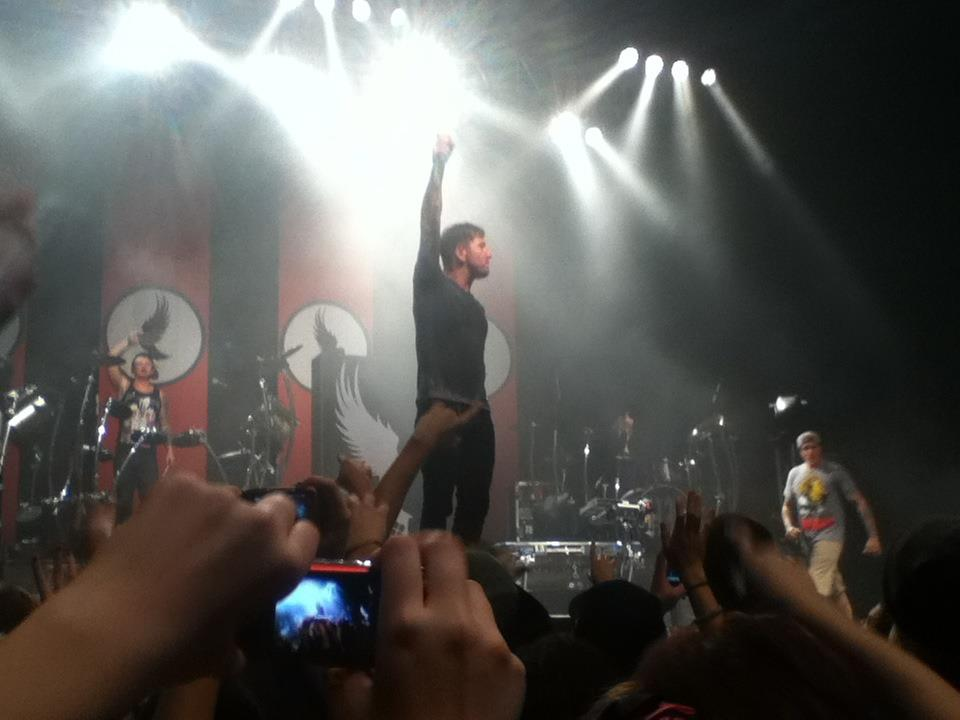
Danny Murillo live under World War 3-turnén i St. Charles, Missouri.

Bandet började kort därefter skriva material till sitt andra studioalbum; American Tragedy. Den 1 april 2010 startade bandet sin egen lokala radiostation, där de berättade skräckberättelser. Bandet hade för avsikt att spela in albumet under sommaren 2010 och släppa det till hösten. James Diener, chef för bandets skivbolag, bekräftade att nästa album skulle släppas hösten 2010 med förhoppningarna om att ge bandet framgång på en bredare front. Bandet bekräftade även att producenten Don Gilmore, som även producerade deras debutalbum, skulle återvända för att producera det nya albumet. Inspelningarna avslutades i mitten av november och bandet började mixa albumet dagen efter Thanksgiving.
Bandet började en marknadsföringskampanj för det andra albumet. De headlinade Nightmare After Christmas Tour, tillsammans med Avenged Sevenfold och Stone Sour för att stödja albumet. Den 8 december 2010 släppte bandet omslaget till albumets första singel, "Hear Me Now". Låten släpptes den 13 december till radio och på bandets YouTube-sida, och släpptes som digital singel den 21 december. J-Dog sa att det var hans favoritlåt som bandet gjort så långt. Låten berättar historien om en man som är deprimerad och utan hopp. Inom ett par dagar från att den släppts nådde låten nummer 2 på Itunes Rock Chart.
Den 11 januari meddelade bandet att det kommande albumet skulle heta American Tragedy. Dagen därpå släppte de ett smakprov av albumet på sin YouTube-sida. Den 21 januari släppte de en ny låt, "Comin' in Hot", tillgänglig för gratis nedladdning. I en intervju avslöjade bandet att albumet skulle släppas den 8 mars 2011 men den 22 februari meddelades det att albumet blivit framskjutet till den 5 april 2011.
Den 6 februari släppte bandet ännu en låt, med namnet "Been to Hell", för gratis nedladdning. J-Dog sa att han skulle fortsätta släppa gratis smakprov tills albumet släppts, till medlemmar och prenumeranter på Hollywood Undeads hemsida och Facebook.
American Tragedy visade sig bli mer framgångsrikt än deras första album, Swan Songs, och sålde 66 915 exemplar under sin debutvecka, medan Swan Songs sålde 21 000 exemplar under sin debutvecka. American Tragedy nådde även #4 på Billboard 200, medan Swan Songs endast nådde plats 22. Det har även nått plats 2 på många andra listor, och toppade även Billboard's Top Hard Rock Albums. Albumet var väldigt framgångsrikt i andra länder, och nådde plats 5 i Kanada och 43 i Storbritannien.
För att fortsätta promota albumet, headlineade bandet Revolt Tour, tillsammans med 10 Years, Drive A och New Medicine. Den mycket framgångsrika turnén ägde rum mellan 6 april och 7 maj 2011. Efter turnén gjorde de ett flertal konserter i Europa, Kanada och Australien. De headlineade sedan Endless Summer Tour med All That Remains och Hyro da Hero, som ägde rum mellan 18 juli och 7 augusti 2011.
Bandet meddelade i augusti 2011 att de skulle släppa ett remixalbum innehållandes remixer av ett flertal låtar från American Tragedy. Albumet inkluderade låtarna "Bullet" och "Le Deux" som remixats av fans som vunnit en tävling, där de två vinnarna fick pengar, merchandise och deras låt på albumet. En musikvideo släpptes för remixen av "Levitate" och titeln på albumet blev American Tragedy Redux och släpptes den 21 november 2011. Den 1 november 2011 åkte bandet iväg på ännu en turné, med namnet "World War III", tillsammans med Asking Alexandria, We Came As Romans, Borgore och D.R.U.G.S. Efter "World War III"-turnén anslöt sig bandet till "Buried Alive"-turnén, tillsammans med Avenged Sevenfold, Black Veil Brides och Asking Alexandria, som pågick mellan den 11 november och den 14 december.

### Notes from the Underground(2011-2013)
Efter omfattande turnerande under hela 2011 för att stödja sitt andra studioalbum, American Tragedy, och sitt första remixalbum, American Tragedy Redux, gick Charlie Scene ut med nyheten om att de skulle påbörja ett tredje studioalbum, sent i november 2011. Nyheten kom efter World War III-turnén med Asking Alexandria avslutats. Charlie Scene sa att bandet skulle börja skriva och spela in demos medan de var på Buried Alive-turnén med Avenged Sevenfold och börja spela in när turnén avslutades i december 2011. Han sa även att albumet kommer låta mer som Swan Songs än American Tragedy. På frågan om skillnaden i att spela in den här gången, svarade han, "jag skulle säga att den här gången har skivbolaget gett full kontroll. Jag tror att det kommer att bli mer som 'Swan Songs' än 'American Tragedy.' Det kommer att bli en mix av båda; jag menar, vi växer alla som musiker, vi blir äldre, och vi har gjort det länge så jag tror att det kommer att bli mer som 'Swan Songs' och jag tror att fansen kommer att gilla det."
I en intervju med Keven Skinner från The Daily Blam, avslöjade Charlie Scene mer information om albumet. Han avslöjade att det kan bli samarbeten med andra artister på albumet. "Samarbeten vore grymt. Jag tycker att det är dåligt att ha [det] på sina första album, att fråga folk, men jag tycker att det tredje albumet är rätt tidpunkt för att ha med någon. Jag tycker att det vore coolt om någon annan sjöng en refräng på en av våra låtar eller en vers." På frågan om maskerna, svarade han att de kommer att uppgradera maskerna inför sitt tredje album också, som de gjorde på de två tidigare albumen. Charlie Scene förklarade också att det tredje albumet kommer att släppas mycket tidigare än American Tragedy släpptes, och tror att den kommer att släppas under sommaren 2012. "Vi har en del låtar skrivna och vi skriver mer när vi är ute på turné. Vi tog med oss lite studioutrustning så vi har kunnat jobba på saker medan vi turnerar. Efter den här turnén när vi är hemma, kommer vi kunna arbeta med producenter som vi vill jobba med. Vi har några riktigt bra grejer som vi definitivt ser fram emot att jobba på. En sak som vi definitivt inte vill göra är att ta så lång tid på oss som vi gjorde med American Tragedy så det kommer definitivt att vara en tredje skiva ute nästa år och vi hoppas, som senast, kunna släppa den till sommaren." Han förklarade även att den kommer låta mer som Swan Songs gjorde, eftersom den kommer att ha mer partylåtar än American Tragedy hade.
Artistdirect rankar bandets kommande album som ett av de album som de mest ser fram emot 2012, tillsammans med band som Linkin Park, Metallica, Black Sabbath och andra.
Den 19 oktober gav de ut låten "Dead Bite" från albumet som gratis nedladdning, tillsammans med en så kallad "lyric video" till den och utannonserade även det kommande albumets första singel. Den 19 oktober släpptes huvudsingeln "We Are" tillsammans med albumets namn, som har fått namnet "Notes from the Underground". Den 10 december släppta bandet den officiella musikvideon till "We Are" på deras Vevo-konto på YouTube. Musikvideon regisserades av Shawn "Clown" Crahan från Slipknot.
"Notes from the Underground" utgavs den 8 januari 2013 genom A&M/Octone Records. Albumet möttes av positiva recensioner från kritiker, och sålde omkring 53 000 exemplar under sin första vecka, vilket gav det en andraplats på Billboard 200. Albumet nådde även förstaplatsen på iTunes Store i bland annat USA, Sverige och Kanada.

### Day of the Dead(2014-nu)
Under 2013 meddelade Hollywood Undead att släppa ett nytt album i början av nästa år. Den 12 april 2014 lade Johnny 3 Tears upp en bild på Instagram som visar omslaget för ett nytt album som kommer att släppas under första kvartalet av 2015.
Albumet är inspelat under 2014 och släpptes 31 mars 2015.
24 juli 2017 släppt bandet singeln och musikvideon "California Dreaming" och utannonserade att kommande album, med namnet "FIVE!" ("V") släpps 27 oktober 2017. I samband med släppet av singeln skriver bandet på sin hemsida - "Vi är fem bröder och det här är vårt femte album, siffran 5 har en betydande roll....och det speglar också tillbaka till låten "No.5" från vårt första album."
California Dreaming var även en av de sista låtarna som Da Kurlzz var med och gjorde innan han lämnade bandet.
Under 2020 släpptes två nya album. Båda bar namnet New Empire. New empire volume 1 släpptes på alla hjärtans dag och New Empire volume 2 släpptes någon 4 december.

## Musikstil och sångroller

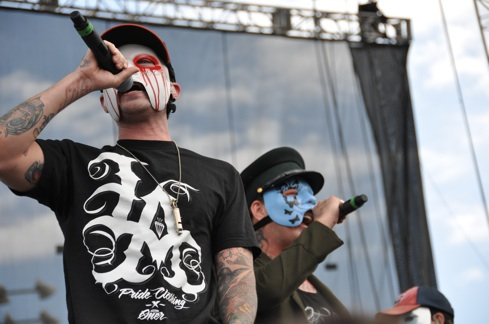
J-Dog till vänster och Johnny 3 Tears till höger

Hollywood Undeads musik innehåller en mängd olika musikstilar, vanligtvis blandas hiphop med alternativ rock och dance-influenser. Många skulle dock kalla dem för raprock. Hälften av låtarna på Swan Songs visar upp en mer festbaserad stil, däribland låtarna "Everywhere I Go" och "No. 5", medan den andra halvan präglas av en allvarligare ton och ett tyngre sound, såsom "Young" och "Paradise Lost". Många kritiker har uttryckt förvirring på grund av skivans konstanta blandning av olika stilar.
Bandet experimenterade med sitt sound på sitt andra album American Tragedy, och använde sig av betydligt mer musikstilar än vad de hade gjort på sitt debutalbum. American Tragedy bygger vidare på bandets originalsound, men innehåller mindre festbaserade låtar än Swan Songs, och har i stället en seriösare inriktning. Endast tre av de 19 låtarna på American Tragedy handlar om festande, medan Swan Songs hade sex låtar av 14. "Det är mer rock, tyngre sound och mer smärta i låtarna," berättade Johnny 3 Tears i en intervju angående albumet. Bandet experimenterade mycket på albumet, och lade till mer mainstream-baserade inslag samt experimenterade med vissa instrument som de inte hade använt speciellt mycket på sina tidigare verk, såsom synthesizer och akustiska gitarrer. Många kritiker har jämfört delar av detta album med Linkin Parks två första skivor, på grund av de tyngre låtarna såsom "Been to Hell" och "Tendencies".
Till skillnad från många andra musikgrupper, bidrar samtliga medlemmar i Hollywood Undead med sång, samtidigt som de spelar sina instrument. Bandet är kända för sitt vokala samspel med varandra under låtarna, där vanligtvis 2, 3 eller ibland 4 medlemmar rappar i en låt, medan en annan medlem sjunger refrängerna. Ett par låtar lämnas dock till en ensam rappare, såsom Danny i "Pour Me", eller Charlie Scene i "Everywhere I Go". I tre av deras låtar, "Christmas in Hollywood", "The Natives" och "Dove and Grenade", sjunger alla de sex medlemmarna. Gitarristen Charlie Scene brukar vanligtvis delta i de festbaserade låtarna, såsom "Everywhere I Go" och "Comin' in Hot", men medverkar även i några av de mer seriösa låtarna, såsom "City" och "Levitate". Johnny 3 Tears deltar oftast i de mer seriösa och tyngre låtarna, såsom "Young" och "S.C.A.V.A." Funny Man deltar oftast i de mer festbaserade låtarna, såsom "Comin' in Hot" och "No. 5", där han ofta går ihop med Charlie Scene. J-Dog är känd för sin roll i de mer fartfyllda låtarna, såsom "Tendencies" och "Sell Your Soul", samt de tyngre låtarna, likt Johnny 3 Tears. Da Kurlzz medverkar inte rappandet speciellt mycket, bidrar han ofta med skriksång till låtar som "Sell Your Soul" och "Been to Hell". Danny (och tidigare Deuce) sjunger refrängerna i samtliga av deras låtar. I ett fåtal låtar, såsom "Bullet", sjunger Charlie Scene en del av refrängen, med Danny som bakgrundssångare.

## Bandmedlemmar
Nuvarande medlemmar
- Charlie Scene (Jordon Kristopher Terell) – sång, bakgrundssång, sologitarr (sedan 2005)
- Danny (Daniel Murillo) – ren sång, kompgitarr (live) (sedan 2009)
- J-Dog (Jorel Decker) – kompgitarr, keyboard, synthesizer, programmering, sång (sedan 2005); basgitarr (sedan 2011)
- Johnny 3 Tears (George Arthur Ragan) – sång, screams (sedan 2005)
- Funny Man (Dylan Peter Alvarez) – sång (sedan 2005)

Tidigare medlemmar
- Deuce (Aron Erlichman) – sång (2005–2009)
- Shady (Jeffrey Phillips) – sång, management (2005–2007)
- Da Kurlzz (Matthew Alexis Busek) – trummor, slagverk, skrik (2005–2017)

Turnémedlemmar
- Matt Oloffson – trummor, percussion (sedan 2017)

Tidigare turnémedlemmar
- Biscuitz (Glendon Crain) – trummor (2008–2010)
- Daren Pfeifer - trummor (2010–2014)
- Tyler Mahurin – trummor (2014–2017)

## Diskografi
Studioalbum
- 2008: Swan Songs
- 2011: American Tragedy
- 2013: Notes from the Underground
- 2015: Day Of The Dead
- 2017: Five
- 2020: New Empire: Volume One
- 2020: New Empire: Volume Two

Livealbum
- 2009: Desperate Measures

Remixalbum
- 2011: American Tragedy Redux

EP
- 2008: Undead/No.5 EP
- 2009: Swan Songs B-Sides EP
- 2010: Swan Songs Rarities EP
- 2010: Black Dahlia Remixes

Singlar
- 2018: "Whatever It Takes" (feat. Prodigal Sunn, Demrick & Fudd Rukus) [Mixtape]
- 2018: "Gotta Let Go"
- 2018: "Another Level"
- 2019: "Already Dead"
- 2019: "Time Bomb"
- 2020 ”Idol (Feat Tech N9ne)”